# Wasyl Demydiak
Wasyl Jarosławowycz Demydiak, ukr. Василь Ярославович Демидяк (ur. 22 stycznia 1978) – ukraiński piłkarz, występujący na pozycji napastnika lub pomocnika.

## Kariera piłkarska

### Kariera klubowa
Wychowanek Szkoły Piłkarskiej we Lwowie. W 1994 rozpoczął karierę piłkarską w pierwszoligowej Nywie Tarnopol. Jesienią 1995 został wypożyczony do Krystału Czortków. W lipcu 1996 rozegrał jeden mecz w składzie Czornomorca Odessa, o czym został piłkarzem Nywy Winnica. Podczas przerwy zimowej sezonu 1996/97 przeszedł do CSKA Kijów. Potem wyjechał do USA, gdzie przez kilka lat bronił barw klubu Ukrainian Lions.